# Rafael Núñez

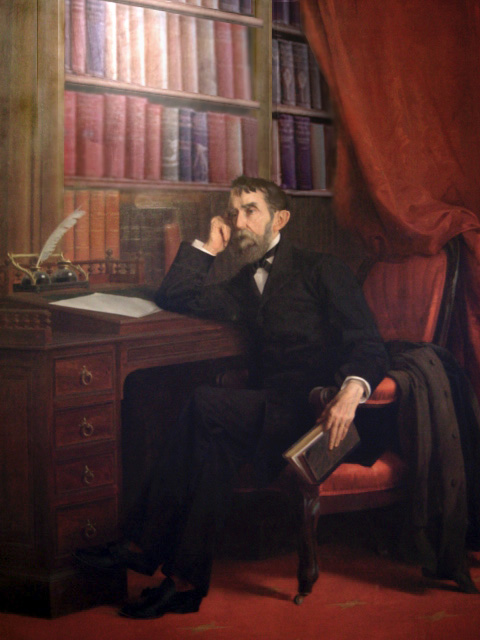
Rafael Núñez Moledo, 1891, Museo Nacional, Bogotá

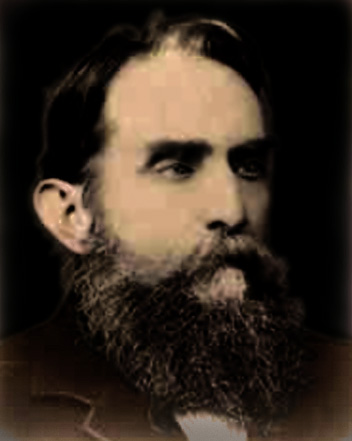
Rafael Núñez Moledo, ca. 1885

Rafael Wenceslao Núñez Moledo (* 28. September 1825 in Cartagena; † 18. September 1894 ebenda) war Präsident Kolumbiens von 1880 bis 1882 und von 1884 bis 1887. Er gilt als Vater der kolumbianischen Verfassung von 1886 und schrieb den Text der aktuellen kolumbianischen Nationalhymne.

## Leben

### Frühe Jahre
Über Kindheit, Jugend und frühe Karriere von Rafael Núñez ist wenig überliefert. Bekannt ist, dass er 1848 am Gerichtsbezirk von Chiriquí in der damals zu Kolumbien gehörenden Provinz Panamas das Amt eines Richters versah. Später im gleichen Jahr gründete er in Cartagena die Zeitung La Democracía zur Unterstützung der Präsidentschaftskandidatur General José María Obandos als Nachfolger von José Hilario López. Ebenfalls im gleichen Jahr wurde der zum Sekretär der Regierung von Cartagena ernannt, womit seine politische Karriere begann.
1853 wurde er zuerst in den Kongress gewählt, und später zum Gouverneur des Departamento Bolívar. Zwischen 1855 und 1857, während der Regierung Manuel María Mallarino, war er Finanz- und Kriegsminister.
1855 veröffentlichte er eine erste Sammlung politischer Essays mit dem Titel La Federación. Später während der Regierung Mosquera diente er als Finanzminister.
Nachdem er bei den Verhandlungen zum Rio Negro Vertrag die Interessen Kolumbiens vertreten hatte, reiste er ins Ausland. Zunächst lebte er zwei Jahre in New York City, darauf repräsentierte er Kolumbien in Le Havre und wurde schließlich Konsul in Liverpool.
1874, während er sich in Europa aufhielt, wurden viele seiner wichtigsten Schriften veröffentlicht.

### Politische Karriere in Bogotá
1876 kehrte er nach Kolumbien zurück, im Zentrum einer politischen Auseinandersetzung. Bereits 1875 war er als Präsidentschaftskandidat ausgewählt worden, aber es gelang ihm nicht tatsächlich gewählt zu werden. Fünf Jahre später jedoch, von 1880 bis 1882, versah er erstmals das Präsidentenamt. Bald darauf, 1884, wurde er erneut zum Präsidenten gewählt mit Unterstützung der Konservativen Partei.
Die Verfassungsreform von 1886, die er in Zusammenarbeit mit Miguel Antonio Caro durchführte stellt seine wichtigste politische Leistung dar. Diese Verfassung war, mit einigen späteren Änderungen, war im Wesentlichen in Kraft, bis 1991 eine neue Verfassung proklamiert wurde.
Von 1878 bis 1888 schrieb er hunderte einflussreicher Artikel über die Verfassungsreform für die in Bogotá erscheinenden Zeitungen La Luz und La Nación sowie für die in Cartagena erscheinenden Zeitungen El Porvenir und El Impulso. Er schrieb außerdem den Liedtext der kolumbianischen Nationalhymne.
1886 wurde er nochmals zum Präsidenten gewählt, und zog sich schließlich 1888 aus der aktiven Politik zurück. Er setzte sich in Cartagena zur Ruhe, wo er 1894 verstarb.